# Бакеев, Николай Филиппович
Никола́й Фили́ппович Бакеев (20 ноября 1932, Верхний Снежет, Чернский район, Тульская область, РСФСР — 20 июля 2016, Москва, Российская Федерация) — советский и российский учёный-химик, специалист по полимерам, профессор, доктор химических наук, академик РАН. Ученик академика В. А. Каргина.

## Биография
в 1956 году окончил химический факультет МГУ им. М. В. Ломоносова. Защитил дипломную работу под руководством академика В. А. Каргина.
С 1956 года работал на химическом факультете старшим лаборантом, затем — младшим и старшим научным сотрудником.
В 1960 году защитил диссертацию на соискание учёной степени кандидата химических наук («Электронно-микроскопическое исследование процессов упорядочения в аморфных полимерах», рук. В. А. Каргин).
С 1965 года возглавлял лабораторию коллоидной химии, а с 1975 года — отдел полимерных материалов.
В 1968 году защитил докторскую диссертацию: «Структура аморфных полимеров». В 1969 году ему было присвоено звание профессора.
В 1987 году был избран членом-корреспондентом АН СССР по Отделению общей и технической химии. В 1992 году — действительным членом РАН по Отделению общей и технической химии по специальности «Высокомолекулярные соединения».
С 1993 по 2002 год — директор Института синтетических полимерных материалов им. Н. С. Ениколопова РАН, в котором с 2002 года и до конца жизни работал в должности советника РАН, а затем — главного научного сотрудника.
Профессор кафедры высокомолекулярных соединений химического факультета МГУ.

## Научная деятельность
Основные направления исследований:
- Структура аморфных и кристаллических полимеров.
- Взаимосвязь структуры и свойств полимеров, структурно- физическая модификация полимеров.
- Упрочнение ориентированных гибкоцепных полимеров, (разработана промышленная технология упрочненных полипропиленовых волокон и нитей).
- Изучение фундаментальных основ неупругой деформации твердых полимеров.
- Изучение структурно-механического состояния твердых полимеров, названного высокодисперсным ориентированным состоянием полимеров.
- Разработаны универсальные методы получения пористых полимерных сорбентов, полимерных разделительных мембран, новых видов полимер-полимерных смесей, негорючих материалов, металлополимеров электропроводящих полимерных материалов, и ряд других.

Под его научным руководством были достигнуты следующие научные достижения:
впервые установлено, что аморфные полимеры обладают упорядоченным строением и была создана общая модель строения таких полимеров,
- открыто явление образования кристаллов с выпрямленными цепями при отжиге ориентированного полиэтилена в условиях существования высокобарической гексагональной фазы и разработка принципов прямого безрастворного формования высокопрочных и высокомодульных волокон и пленочных нитей из реакторного порошка сверхвысокомолекулярного полиэтилена, обладающего специальной морфологией,
- открыто высокодисперсное ориентированное состояние твердых полимеров, деформированных в адсорбционно-активных жидких средах, что позволило разработать принципиально новый метод получения композиционных материалов и создать новое поколение газоразделительных полимерных мембран, ультрафильтров и полимерных адсорбентов.

Им был предложен общий принцип упрочнения ориентированных гибкоцепных полимеров, который стал основой разработанной впоследствии промышленной технологии получения высокопрочных полипропиленовых волокон и нитей.
Также работал в области изучения межфазных поверхностей в полимерных системах. Благодаря его исследованиям был разработан целый ряд новых материалов с ценными потребительскими свойствами, таких как пористые полимерные сорбенты, полимерные разделительные мембраны, новые виды полимер-полимерных смесей, негорючих полимерных материалов, электропроводящих полимерных материалов, металлополимеров и бактерицидных материалов.
Создатель научной школы. Автор более чем 400 научных работ, под его руководством защищено свыше 50 кандидатских и докторских диссертаций.

## Награды и звания
- Орден Почёта (1999)[1]
- Премия имени В. А. Каргина. Награждён в 1987 за работу «Механизм деформации, структура и свойства полимеров, подверженных холодной вытяжке в жидких средах».

«Заслуженный профессор МГУ».